# Cá tà ma
Cá tà ma, danh pháp: Kyphosus vaigiensis, là một loài cá biển thuộc chi Kyphosus trong họ Cá dầm. Loài này được mô tả lần đầu tiên vào năm 1825.
Sở dĩ ngư dân gọi loài này là cá tà ma bởi vì chúng rất tinh nhanh, khiến việc đánh bắt không hề dễ dàng.

## Từ nguyên
Từ định danh được đặt theo tên gọi của đảo Waigeo (Indonesia), nơi mà mẫu định danh của loài cá này được thu thập.

## Phân bố và môi trường sống
Trước đây, cá tà ma K. vaigensis được cho là chỉ giới hạn ở vùng Ấn Độ Dương - Thái Bình Dương. Sau khi Knudsen và Clements (2013) sửa đổi phân loại, K. incisor và K. analogous đã được xem là đồng nghĩa với K. vaigensis. Do đó, phạm vi phân bố của cá tà ma được mở rộng thêm, bao gồm khắp các vùng biển nhiệt đới trên toàn thế giới.
Ở phía bờ tây Đại Tây Dương, cá tà ma được ghi nhận từ vùng New England (Hoa Kỳ) về phía nam đến bang Santa Catarina (Brazil), bao gồm cả vịnh México và biển Caribe. Còn phía bờ đông, từ Tây Địa Trung Hải xuống São Tomé và Príncipe, xa hơn là đến đảo Ascension và Saint Helena.
Ở vùng Ấn - Thái Dương, gồm cả Biển Đỏ, cá tà ma được ghi nhận từ Đông Phi và Nam Phi trải dài về phía đông đến quần đảo Hawaii, quần đảo Line và quần đảo Marquises, phạm vi phía bắc đến Hàn Quốc và miền nam Nhật Bản, giới hạn phía nam đến Úc và New Zealand. Còn bờ đông Thái Bình Dương, cá tà ma được biết đến từ vịnh California đến Chile, bao gồm tất cả các đảo ngoài khơi.
Cá tà ma không phải loài bản địa của Địa Trung Hải. Chúng được bắt gặp lần đầu tiên ở ngoài khơi Granada (Tây Ban Nha), sau đó đã mở rộng về phía đông đến bờ biển Camogli và đảo Sicilia (Ý), đảo Malta, Israel, Síp và vịnh İskenderun (Thổ Nhĩ Kỳ). Gần đây, cá tà ma đã được ghi nhận ở Libya. Những cá thể này được cho là di cư thông qua kênh đào Suez (phía đông) hoặc eo biển Gibraltar (phía tây).
Cá tà ma sống trên nền đáy cứng phủ tảo của các rạn viền bờ và đầm phá, độ sâu đến 40 m. Cá trưởng thành thường tập trung gần bờ biển, trong khi cá con sống gần các vật trôi nổi và có thể được tìm thấy ở gần mặt nước.

## Mô tả
Chiều dài cơ thể lớn nhất được ghi nhận ở cá tà ma là 70 cm. Thân thuôn dài, hình bầu dục. Các hàng vảy cá dọc theo chiều ngang thân xen kẽ giữa màu vàng kim và xanh lam. Lưng có màu xanh lam óng và bụng trắng. Vây đuôi hơi lõm.
Số gai ở vây lưng: 10–11; Số tia vây ở vây lưng: 13–15; Số gai ở vây hậu môn: 3; Số tia vây ở vây hậu môn: 12–14; Số tia vây ở vây ngực: 17–20; Số vảy đường bên: 63–80.

## Sinh thái
Cá con (khoảng 5 cm) ăn các loài giáp xác nhỏ. Cá trưởng thành ăn các sinh vật khác, nhưng lại ăn chủ yếu tảo nâu Petalonia binghamiae trong suốt mùa đông. Chúng thường sống theo đàn, đôi khi lẫn vào đàn của các loài Kyphosus khác.

## Thương mại
Cá tà ma là một loài cá thực phẩm có giá trị cao. Loài này là đối tượng khai thác ở những ngư trường thương mại quy mô nhỏ cũng như ở các ngư trường địa phương.
Ở một số vùng biển miền Trung như đảo Lý Sơn hay vịnh Nha Trang, cá tà ma là một trong những đặc sản được nhiều người yêu thích.